# Genitiv
Genitiv (zkratka GEN, česky též původník, roditel či přisvojník) je mluvnický pád, v češtině 2. pád v pořadí (ptáme se (bez) koho, čeho?). Jako přímý pád obvykle vyjadřuje přivlastňovací či jiný vztah mezi jménem v genitivu a jiným jménem nebo se pojí s některými předložkami. 
Názvem genitiv se označují různé pády v indoevropských jazycích (např. čeština, polština, slovenština, ruština, němčina, latina), v některých jazycích uralských (např. ve finštině, estonštině, sámštině ad.) a semitských jazycích (arabština), dále pak v baskičtině, turečtině aj.
- Posesivní genitiv (posesiv)[zdroj?] – sešit žáka, slovo přítele
- Partitivní genitiv (partitiv) – šálek kávy, kostka cukru
- Explikativní genitiv[zdroj?] – povinnost vděčnosti, hodnost plukovníka

František Kopečný rozlišoval v češtině zvláštní typy genitivu, nazvané negativ (genitiv záporový), partitiv (genitiv partitivní) a numerativ. Jsou však vymezeny jen sémanticky a syntakticky, nikoli důsledně i morfologickým prostředkem výrazově odlišným od genitivu.